# Dipulus multiradiatus
Dipulus multiradiatus är en fiskart som först beskrevs av Mcculloch och Waite, 1918.  Dipulus multiradiatus ingår i släktet Dipulus och familjen Bythitidae. Inga underarter finns listade i Catalogue of Life.